# Ханс Вайпрехт фон Геминген
Ханс Вайпрехт фон Геминген (на немски: Hans Weiprecht von Gemmingen; * 24 ноември 1723; † 19 януари 1781 в Дармщат) е благородник от род Геминген, господар във Френкиш-Крумбах в Хесен, таен съветник в Хесен-Дармщат и Курфюрство Хановер също рицарски съветник в „Рицарския кантон Оденвалд“.
Той е син на президента на Хесен-Дармщат Ернст Лудвиг фон Геминген (1685 – 1743) и съпругата му Доротея Барбара фон Утеродт († 1769). Внук е на Вайпрехт фон Геминген (1642 – 1702).
Ханс Вайпрехт фон Геминген следва в Гисен, Гьотинген, Хале и Лайпциг. След това той е в имперския камерен съд във Вецлар и след това пътува до Англия, Холандия и Франция, където учи държавни науки. През 1747 г. той започва, както баща му, служба в Хесен-Дармщат, където се издига на таен съветник и напуска 1768 г. През 1771 г. той започва служба в Курфюрство Хановер, където брат му Лудвиг Еберхард (1719 – 1782) е държавен министър. Там той също е таен съветник. Той е също рицарски съветник в „Рицарския кантон Оденвалд, заради собствеността си във Френкиш-Крумбах.
През януари 1781 г., мислейки че е здрав, тръгва за Дармщат, където внезапно умира от вътрешен тумор“.
Брат му Лудвиг Еберхард е неженен и така старата линия Френкиш-Крумбах на фрахерн фон Геминген е на измиране. През 1781 г. брат му Лудвиг Еберхард в завещанието си определя за универсална наследничка Доротея, дъщерята на брат му Ханс Вайпрехт, и умира през 1782 г. Доротея първо е под опекунство на майка ѝ, която продава господството Хохберг и купува Леренщайнсфелд, предишна собственост на фамилията Шмидберг. През 1783 г. се създава един „фамилен фидайкомис“ (fidei commissum).

## Фамилия
Ханс Вайпрехт фон Геминген се жени 1761 г. с Мария Шарлота Ернестина Шенк фон Шмидбург (1724 – 1794), вдовица на Карл Лудвиг фон Геминген (1700 – 1752), господар в Хохберг на река Некар. Те имат децата:
- Лудвиг Вайпрехт (1763 – 1769), умира млад от едра шарка
- Йохана Кристиана Луиза Доротея фон Геминген (* 1762), наследничка, омъжена 1784 г. за Франц Карл Фридрих фон Геминген-Хорнберг (* 28 август 1747, Маастрихт; † 31 март 1814, Леренщайнсфелд), син на Райнхард фон Геминген-Хорнберг (1710 – 1775) и София Фридерика фом Щайн (1715 – 1776)